# مؤسسة المياه العالمية
 مؤسسة المياه العالمية  (GWF) هي منظمة غير ربحية مكرسة لتوفير مياه نظيفة
وصرف صحي للمجتمعات الأكثر حاجة لها في العالم.
أسس هذه المنظمة ياهون غريغ (لاعب تنس محترف) في 2005 بعد حضوره اجتماعات المنتدى
الاقتصادي العالمي في مدينة كاب في جنوب أفريقيا.
-أهداف مؤسسة المياه العالمية هي صدى لأهداف الإنمائية الألفية التي وضعت في مؤتمر قمة الألفية للأمم المتحدة في أيلول عام2000 .
مقرها الرئيسي في جوهانسبرغ في جنوب أفريقيا. ولها مكاتب في ساراسوتا في ولاية فلوريدا،
ورالي في ولاية كارولينا الشمالية في الولايات المتحدة.
تهدف المؤسسة لرفع مستوى الوعي، وتقديم المساعدة التقنية وبرامج التمويل لتحسين نوعية
المياه وتوفير صرف صحي ملائم في المدارس والمناطق الريفية والمجتمعات الأخرى في الدول النامية.
تعهد أساطير لعبة التنس: جون ماكنرو ومارتينا نافراتيلوفا وجيم كورير
وغيرهم من نجوم الرياضة بمن فيهم السباحين الأولمبيين: آرون بيرسول
،جانيت إيفانز، كيت زيغلر وتارا كيرك بتقديم دعمهم بمثابة سفراء
المياه النظيفة لنقل رسالة مؤسسة المياه العالمية للجمهور في جميع أنحاء
العالم.

## نظرة عامة
مؤسسة المياه العالمية أقيمت على الثقة الخيرية والغرض الحصري للثقة بأن تكون لرفع الوعي العام وتوفير المساعدة التقنية، ودعم مشاركة المعرفة، ودعم الابتكار والبحث التقني وتسهيل تقديم المساعدات الإنسانية في جميع أنحاء البلدان النامية، بالإضافة هدفها النهائي في توفير مياه شرب صحية
آمنة ومياه مطهرة في المناطق حيث لا تكون متوفرة أو لا يمكن الوصول إليها وحيث موارد المياه معرضة للخطر.
المؤسسة في خدمة الإنسانية: لتساعد في جعل العالم مكاناً أفضل، مكاناً أكثر أماناً وفي النهاية مكاناً للسلام والازدهار.
كل المشاريع والبرامج الممولة من قبل مؤسسة المياه العالمية لديها الهدف نفسه: جعل العالم مكاناً أفضل للجميع.

## المشاريع
أكملت مؤسسة المياه العالمية مشروعها الأول في 2006 في كامولي شرق أوغندا.
فتناولت مشاكل المياه الخطيرة في مدرسة آباء ندولا 983-طالب في مدينة بديوب شمال شرق العاصمة.
وكان المشروع ناجحاً جداً فقد توسع خارج أرض المدرسة. 

واليوم تخدم المنطقة المحيطة بـ 15000 إنسان بمياه نظيفة.
عملت الـ GWF مع مقاولين مهرة وأعضاء المجتمع لحفر آبار، وتركيب مضخات أحادية تعمل على الطاقة الشمسية للضخ.
هذا النظام القائم بذاته يخزن المياه في 2600 جالون وتعمل بالطاقة الشمسية، وتقدم إنتاج الماء الأقصى دون الاعتماد على الوقود الذي يرفع التكاليف، وكانت الأموال اللازمة لحفر الآبار وتركيب المضخات الشمسية حوالي 50000 دولار أمريكي.
وتعمل المؤسسة حالياً مع منظمة روتاري الدولية لإصلاح خط الأنابيب المكسورة في مانتا، إكوادور.
دمر خط الأنابيب بسبب عاصفة النينو، وأكثر من 1700 من الأطفال والعائلات في القرى المحيطة لـ سان جوان، سانتا ماريانيتا، سان جوس وسان رومان قد تركتهم العاصفة بدون وصول مياه نظيفة بانتظام.
فمنذ أن تحطم خط الأنابيب أصبحت هذه القرى تتلقى المياه النظيفة بواسطة الشاحنات مرة كل أسبوعين في أفضل الأحوال.
لزيادة أموال هذا المشروع، تعاونت المؤسسة مع مجموعة التنس العالمية ونادي الروتاري في نابولي لإقامة الأمسية الإكوادورية خلال سلسلة رابطة محترفي التنس المتحدي في 28 نيسان 2007 في نادي نابولي للتنس.
وقد حضر رئيس بلدية مانتا (جورجي زامبرانو) هذا الحدث الذي تضمن مأدبة عشاء من الأطعمة الإكوادورية والمزادات الحية والصامتة.

## التوعية
مؤسسة المياه العالمية تتفهم الحاجة لرفع مستوى الوعي العام عن أهمية المياه النظيفة.
كما يمكن العثور على اليوتيوب إعلان الخدمة العامة ودعوة للعمل من يوهان غريغ.
وتبحث الـ GwF عن جمهور أصغر سناً من خلال المواقع الاجتماعية الشعبية مثل ماي سبيس والفيس بوك.
بالإضافة لموقع مؤسسة المياه العالمية، فتحت المنظمة مركز تعليم افتراضي في الإنترنت مجتمع الحياة الثانية.
يعرض مركز التعليم الافتراضي صور من أعمال المؤسسة في أوغندا، وكذلك حقائق مهمة عن المياه.
أما مكتاب المؤسسة فهي كاملة مع مكان للجلوس وقمصان الـ GWF للزوار.

## سفراء المياه النظيفة المشهورون
أماندا بيرد

جيم كورير

كيفن كورين 

جانيت إيفانز

برندان هانسن

كولين حونس

تارا كيركهنري لكونت 

جون ماكنرو

آرون بيرسول

مارتينا نافراتيلوفا

كيت زيغلر